# Hans Helmcke
Hans Helmcke (* 4. Juli 1917 in Cuxhaven; † 16. August 1973 in Hamburg; mit vollständigem Namen Hans Heinrich Helmcke) war unter anderem ein einflussreicher West-Berliner Bordellunternehmer.
Helmcke, Sohn eines Cuxhavener Lebensmittelhändlers, ging 1953 in die USA, von wo er 1959 mit einer unter unklaren Umständen erlangten Erbschaft in Höhe von 250.000 Dollar (zu jener Zeit über eine Million D-Mark) nach Deutschland zurückkehrte.
Helmcke, der in der Nachkriegszeit das Berliner Rotlichtmilieu dominierte, wurde bekannt als Betreiber der Pension Clausewitz, eines Prominenten-Bordells, das er mit einem Teil seiner Erbschaft zu Beginn der 1960er Jahre erworben hatte. Er rückte ins Blickfeld der Öffentlichkeit, als im Jahre 1965 die Pension Clausewitz schließen musste, weil es Hinweise gab, dass die Stasi das Bordell zu Spionagezwecken nutzte. Ungeachtet dessen blieb Helmcke die maßgebliche Gestalt im Rotlichtmilieu, was sich auch in den Bezeichnungen Bordellkönig und King of Puff ausdrückt, mit denen man ihn belegte.
Neben der Prostitution war Helmcke auch auf den Gebieten des Drogenhandels und des Glücksspiels aktiv. Außerdem versuchte er, seine Kontakte zur Geschäftswelt und den politischen Kreisen West-Berlins, beide eng miteinander verflochten, für gewinnbringende Investitionen in Immobilien und Bauvorhaben zu nutzen. Er investierte drei Millionen D-Mark in den Bau des Steglitzer Kreisels. Als sich im Jahr 1970 abzeichnete, dass das Projekt scheitern könnte, womit die investierten Gelder verloren gewesen wären, gab Helmcke die Ermordung der verantwortlichen Architektin Sigrid Kressmann-Zschach in Auftrag; der Anschlag kam jedoch nicht zur Ausführung.
Am 27. Juni desselben Jahres ließ Helmcke einen Kampf um die Vorherrschaft im West-Berliner Rotlichtmilieu gegen eine Bande von Iranern mit Waffengewalt austragen, wobei seine Leute unter Führung seines Leibwächters Klaus Speer in der Bleibtreustraße einen konkurrierenden iranischen Zuhälter erschossen und drei weitere schwer verletzten.
Am 16. August 1973 wurde Hans Helmcke von einem verfeindeten Bordellunternehmer aus Hamburg-St. Pauli mit der eigenen Krawatte erdrosselt. Man fand seine teilweise verbrannte Leiche zwei Tage später am Rande der Autobahn 1 zwischen Hamburg und Lübeck.